# Crossophorinae
Die Crossophorinae sind eine Unterfamilie der Spulwürmer mit zwei Arten. Sie sind die einzige Unterfamilie innerhalb der Familie der Crossophoridae. Sie sind Parasiten bei Schliefern.

## Merkmale
Hinter den drei halbkreisförmigen Lippen gibt es eine Einschnürung die durch eine Doppelreihe von kragenartig angeordneten Härchen gekennzeichnet ist, welche sich an der Basis jeder Lippe in eine Einzelreihe reduzieren. Jede Lippe ist an der Innenseite nahe der Außenkante mit sieben oder acht Gruppen spitzer Zähne besetzt. Der Ösophagus ist lang, hat keinen Ventriculus, ist aber im hinteren Abschnitt vergrößert. Sein vorderer Abschnitt enthält einen Chitin-Apparat. Am Darm sind ein (Gattung Dartevellenia) oder zwei (Gattung Crossophorus) Blinddärme ausgebildet. Die beiden Spicula sind geflügelt und einander ähnlich, ein Gubernaculum ist vorhanden.

## Systematik
Zur Unterfamilie gehört eine Tribus (Crossophorini) mit nur einer Untertribus (Crossophorinii), in der zwei monotypische Gattungen eingeordnet sind:
- Crossophorus Hemprich & Ehrenberg, 1828
- Dartevellenia Ezzat, 1954